# Siedlisko (Białoruś)
Siedlisko (biał. Седліска, Siedliska; ros. Седлиско, Siedlisko) – wieś na Białorusi, w obwodzie grodzieńskim, w rejonie werenowskim, w sielsowiecie Pirogańce.
Dawniej występowała także pod nazwą Siedliszcze. W czasach zaborów oraz w II Rzeczypospolitej do 11 kwietnia 1929 siedziba gminy Siedliszcze. W dwudziestoleciu międzywojennym leżało w Polsce, w województwie nowogródzkim, do 1920 w powiecie oszmiańskim (okręg wileński), w latach 1920–1926 w powiecie wołożyńskim i od 1926 w powiecie lidzkim. Po zniesieniu gminy Siedliszcze 11 kwietnia 1929 wieś weszła w skład gminy Werenów. Po II wojnie światowej znalazła się w granicach Związku Radzieckiego. Od 1991 w niepodległej Białorusi.